# اوکسی (لواره)
اوکسی (به فرانسوی: Auxy) یک کمون در فرانسه است که در canton of Beaune-la-Rolande واقع شده‌است. اوکسی ۲۰٫۲۸ کیلومتر مربع مساحت دارد.